# علاقه‌جنبان
علاقه جنبان، روستایی است از توابع بخش مرکزی شهرستان قوچان در استان خراسان رضوی ایران.

## جمعیت
این روستا در دهستان سودلانه قرار داشته و بر اساس سرشماری سال ۱۳۹۰ جمعیت آن ۱۸۴ نفر (۴۱ خانوار)
بوده است.